# اولگ ونخلینسکی
اولگ ونخلینسکی (اوکراینی: Олег Миколайович Венглінський؛ زادهٔ ۲۱ مارس ۱۹۷۸) بازیکن فوتبال اهل اوکراین است.
از باشگاه‌هایی که در آن بازی کرده‌است می‌توان به باشگاه فوتبال دنیپرو، باشگاه فوتبال چورنومورتس اودسا، باشگاه فوتبال آ. ا. ک آتن، و باشگاه فوتبال دینامو کی‌یف اشاره کرد.
وی همچنین در تیم‌های ملی فوتبال زیر ۲۱ سال اوکراین و اوکراین بازی کرده‌است.